# ScummVM
ScummVM är en interpretator för en mängd äldre äventyrsspel. Ursprungligen inriktade sig projektet mot sådana spel som använder sig av spelmotorn Scumm, den spelmotor som driver alla de klassiska äventyrsspelen som LucasFilm Games/LucasArts gav ut mellan 1987 och 1997, men nu stöds även en mängd liknande spelmotorer. Programmet skrevs ursprungligen av Ludvig Strigeus.
Programmet, som bygger på öppen källkod samt fri programvara (och är GNU GPL-licenserat), har kompilerats till en mängd olika format och kan köras på bland annat Mac OS, Windows, AmigaOS, Linux, Android, iOS och Nintendo Switch.

## Funktioner
Förutom att överhuvudtaget kunna spela spel som moderna datorer ofta inte kan köra tillfredsställande erbjuder ScummVM även en rad förbättringar jämfört med originalupplevelsen. Visningen av grafiken är den mest påtagliga skillnaden, mycket högre upplösning erbjuds och effektivare kantutjämning. Särskilt vad gäller äldre spel kan även musiken bli bättre då moderna mjukvaruinstrument kan användas.

### Framtida funktioner
Inom ScummVM-projektet finns sidoprojektet Residual som går ut på att införa stöd för spelmotorn GrimE. Denna spelmotor introducerades med Grim Fandango och användes även i Escape from Monkey Island.

## Spel som stöds av ScummVM

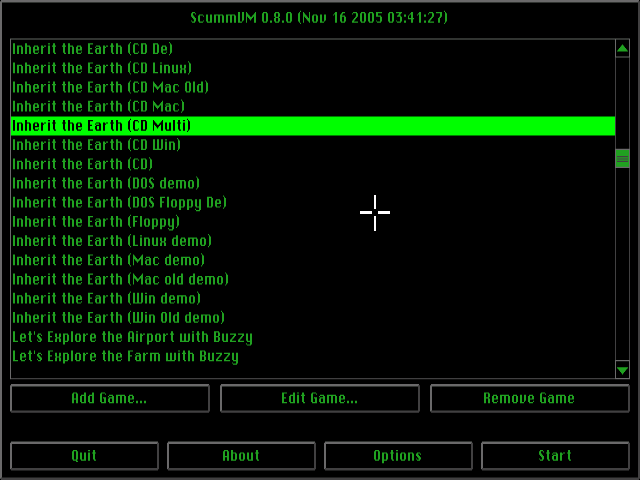
ScummVM 0.8.0 med "Classic"-temat

Följande spel stöds av den nuvarande versionen av ScummVM:

### Scumm-spel utvecklade av Lucasarts
- The Curse of Monkey Island
- Day of the Tentacle
- The Dig
- Full Throttle
- Indiana Jones and the Fate of Atlantis
- Indiana Jones and the Last Crusade: The Graphic Adventure
- Loom
- Maniac Mansion
- Monkey Island 2: LeChuck's Revenge
- Sam & Max Hit the Road
- The Secret of Monkey Island
- Zak McKracken and the Alien Mindbenders

### Spel utvecklade av Sierra On-Line
- The Black Cauldron
- Castle of Dr. Brain
- The Island of Dr. Brain
- Codename: ICEMAN
- The Colonel's Bequest
- The Dagger of Amon Ra
- Conquests of Camelot: The Search for the Grail
- Conquests of the Longbow: The Legend of Robin Hood
- Cranston Manor
- Donald Duck's Playground
- EcoQuest: The Search for Cetus
- EcoQuest II: Lost Secret of the Rainforest
- Freddy Pharkas: Frontier Pharmacist
- Gabriel Knight: Sins of the Fathers
- Gold Rush!
- Jones in the Fast Lane
- King's Quest I: Quest for the Crown
- King's Quest II: Romancing the Throne
- King's Quest III: To Heir Is Human
- King's Quest IV: The Perils of Rosella
- King's Quest V: Absence Makes the Heart Go Yonder!
- King's Quest VI: Heir Today, Gone Tomorrow
- King's Quest VII: The Princeless Bride
- Leisure Suit Larry in the Land of the Lounge Lizards
- Leisure Suit Larry Goes Looking for Love (in Several Wrong Places)
- Leisure Suit Larry 3: Passionate Patti in Pursuit of the Pulsating Pectorals
- Leisure Suit Larry 5: Passionate Patti Does a Little Undercover Work
- Leisure Suit Larry 6: Shape Up or Slip Out!
- Leisure Suit Larry 7: Love for Sail!
- Lighthouse: The Dark Being
- Manhunter: New York (utvecklat av Evryware)
- Manhunter 2: San Francisco (utvecklat av Evryware)
- Mickey's Space Adventure
- Mission Asteroid
- Mixed-Up Mother Goose
- Mystery House
- Pepper's Adventures in Time
- Police Quest: In Pursuit of the Death Angel
- Police Quest II: The Vengeance
- Police Quest III: The Kindred
- Police Quest: Open Season
- Quest for Glory: So You Want to Be a Hero
- Quest for Glory II: Trial by Fire
- Quest for Glory III: Wages of War
- Quest for Glory: Shadows of Darkness
- Space Quest: The Sarien Encounter
- Space Quest II: Vohaul's Revenge
- Space Quest III: The Pirates of Pestulon
- Space Quest IV: Roger Wilco and the Time Rippers
- Space Quest V: The Next Mutation
- Space Quest 6: The Spinal Frontier
- Time Zone
- Torin's Passage
- Troll's Tale
- Ulysses and the Golden Fleece
- Winnie the Pooh in the Hundred Acre Wood
- Wizard and the Princess

### Spel utvecklade av övriga utvecklare
Flera spel utvecklade av Humongous Entertainment använder sig av Scumm-motorn, och är därmed spelbara med ScummVM. ScummVM stödjer också följande icke-Scumm-spel:
- 3 Skulls of the Toltecs
- Amazon: Guardians of Eden
- Bargon Attack
- Beavis and Butt-Head in Virtual Stupidity
- Beneath a Steel Sky
- Blazing Dragons
- Blue Force
- Broken Sword: The Shadow of the Templars
- Broken Sword II: The Smoking Mirror
- Bud Tucker in Double Trouble
- Chewy: Esc from F5
- Clandestiny
- Cruise for a Corpse
- Crusader: No Remorse
- Darby the Dragon
- Den längsta resan
- Discworld
- Discworld 2
- Dráscula: The Vampire Strikes Back
- Dreamweb
- Driller
- Duckman: The Graphic Adventures of a Private Dick
- Elvira: Mistress of the Dark
- Elvira II: The Jaws of Cerberus
- Escape from Hell
- Eye of the Beholder
- Eye of the Beholder II: The Legend of Darkmoon
- Flight of the Amazon Queen
- Future Wars
- Gobliiins
- Gobliins 2: The Prince Buffoon
- Goblins 3
- Gregory and the Hot Air Balloon
- Hopkins FBI
- I Have No Mouth, and I Must Scream
- Inherit the Earth: Quest for the Orb
- Lands of Lore: The Throne of Chaos
- Little Big Adventure
- Lost in Time
- Lure of the Temptress
- L-Zone
- Might and Magic Book One: The Secret of the Inner Sanctum
- Mortville Manor
- Muppet Treasure Island
- Myst
- Myst III: Exile
- Nightlong: Union City Conspiracy
- Nippon Safes Inc.
- Orion Burger
- Personal Nightmare
- Return to Ringworld
- Return to Zork
- Rex Nebular and the Cosmic Gender Bender
- Ringworld: Revenge of the Patriarch
- Riven
- Rodney's Funscreen
- Sanitarium
- Simon the Sorcerer
- Simon the Sorcerer II: The Lion, the Wizard and the Wardrobe
- Simon the Sorcerer's Puzzle Pack
- Spaceship Warlock
- Starship Titanic
- Syberia
- Syberia II
- Teenagent
- The 7th Guest
- The Feeble Files
- The Labyrinth of Time
- The Legend of Kyrandia Book One
- The Legend of Kyrandia Book Two: The Hand of Fate
- The Legend of Kyrandia Book Three: Malcolm's Revenge
- The Manhole
- The Neverhood
- Tony Tough and the Night of Roasted Moths
- Toonstruck
- Touché: The Adventures of the Fifth Musketeer
- U.F.O.s
- Urban Runner
- Waxworks (a.k.a. Elvira 3)
- Ween: The Prophecy
- Woodruff and The Schnibble of Azimuth
- Wrath of the Gods
- Zork Nemesis
- Zork: Grand Inquisitor